# On a tué mes enfants
On a tué mes enfants (Small Sacrifices) est un essai sur une véritable affaire policière (true crime story) de l'écrivaine américaine Ann Rule, publié en 1987.

## Résumé
Le document retrace l’histoire de Diane Downs, condamnée pour infanticide après la nuit du drame survenu en 1983. 

## Adaptation
- 1989 : On a tué mes enfants (Small Sacrifices), téléfilm américain réalisée par David Greene, adaptation de l'œuvre éponyme, avec Farrah Fawcett et Ryan O'Neal